# Jamkhandi
Jamkhandi (en canarés: ಜಮಖಂಡಿ ) es una ciudad de la India en el distrito de Bagalkot, estado de Karnataka.

## Geografía
Se encuentra a una altitud de 568 m s. n. m. a 571 km de la capital estatal, Bangalore, en la zona horaria UTC +5:30.

## Demografía
Según estimación 2011 contaba con una población de 66 353 habitantes.